# Trithemis werneri
Trithemis werneri är en trollsländeart som beskrevs av Friedrich Ris 1912. Trithemis werneri ingår i släktet Trithemis och familjen segeltrollsländor. IUCN kategoriserar arten globalt som livskraftig. Inga underarter finns listade i Catalogue of Life.